# Рідний Степан Григорович
Степан Григорович Рідний (26 березня 1917 — 17 лютого 1942) — радянський військовий льотчик, Герой Радянського Союзу (1941).

## Життєпис
Народився 26 березня 1917 року в селі Мала Рибиця (нині Краснопільський район Сумської області України) у селянській родині. Українець. Закінчив курси зоотехніків і аероклуб.
У РСЧА з 1937 року. Закінчив Одеську військову авіаційну школу льотчиків у 1938 році.
Брав участь у німецько-радянській війні з червня 1941 року. Командир ланки 126-го винищувального авіаційного полку (Війська ППО СРСР) молодший лейтенант С. Г. Рідний щоденно здійснював по 6-8 бойових вильотів на супровід бомбардувальників і перехват літаків противника. За 20 днів війни збив 8 літаків противника.
9 серпня 1941 року Степану Григоровичу Рідному присвоєно звання Герой Радянського Союзу з врученням ордена Леніна.
17 лютого 1942 року С. Г. Рідний загинув у авіатрощі. Похований на станції Чкалівська (неподалік Щолково, Московська область).

## Вшанування пам'яті
Ім'ям Степана Григоровича Рідного були названі вулиці у його рідному селі та в місті Гомель.